# Thérèse Desqueyroux (2012)
Thérèse Desqueyroux is een Franse film van Claude Miller die werd uitgebracht in 2012.
Het scenario is gebaseerd op de gelijknamige roman (1927) van François Mauriac. Deze literatuurverfilming is de laatste film van Miller die enkele maanden na de première overleed.

## Samenvatting
De Landes op het einde van de jaren 1920. Om welstellende families dichter bij elkaar te brengen en om hun landerijen tot één nog groter geheel te maken worden er huwelijken geregeld.
Zo worden Thérèse Laroque en haar buur Bernard Desqueyroux man en vrouw. Bernard is een conventionele man die heel veel houdt van de jacht en die de familietradities erg belangrijk vindt. Thérèse is een intelligente jonge vrouw die het plattelandsleven algauw als saai en verstikkend ervaart.
Zij houdt er avant-gardistische ideeën op na en heeft meer uitdagingen en perspectieven nodig dan haar middelmatige man haar kan bieden. Ze is vast van plan zich te los te maken van het wurgend bestaan dat men voor haar in petto heeft.

## Rolverdeling
- Audrey Tautou: Thérèse Desqueyroux
- Gilles Lellouche: Bernard Desqueyroux
- Anaïs Demoustier: Anne
- Catherine Arditi: mevrouw de la Trave
- Isabelle Sadoyan: tante Clara
- Stanley Weber: Jean Azevedo
- Francis Perrin: M. Larroque
- Yves Jacques: de advocaat van Thérèse Desqueyroux
- Alba Gaïa Kraghede Bellugi: Thérèse Desqueyroux als jong meisje